# Cosmoscarta brevis
Cosmoscarta brevis är en insektsart som beskrevs av Schmidt 1910. Cosmoscarta brevis ingår i släktet Cosmoscarta och familjen spottstritar. Inga underarter finns listade i Catalogue of Life.